# Ambrosiaster
Ambrosiaster, in der Literatur auch Pseudo-Ambrosius genannt (* im 4. Jahrhundert; † im 4. Jahrhundert, wirkte zwischen 366 und 384) war ein namentlich nicht bekannter Pauluskommentator. Er verfasste zur Zeit des Papstes Damasus I. (366–384) Kommentare zu dreizehn Paulusbriefen. Lediglich den Hebräerbrief kommentierte er nicht.  Verschiedene, heute Ambrosiaster zugeordnete Schriften wurden sowohl unter dem Namen des Ambrosius von Mailand als auch unter dem Namen des Augustinus überliefert.

## Leben und Wirken
Seit dem frühen Mittelalter wurden Schriften des Ambrosiaster unter dem Namen des Ambrosius überliefert. Erasmus von Rotterdam wies die falsche Zuschreibung dieser Paulusbriefkommentare an Ambrosius nach.  Erasmus benannte diesen anonymen christlichen Autor aus dem 4. Jahrhundert mit „Ambrosiaster“. Ambrosiaster werden weiterhin die pseudo-augustinischen Quaestiones veteris et novi testamenti und fünf Fragmente einer Matthäus-Erklärung zugeschrieben. Die eigentliche Verfasserfrage dieser Schriften ist nach aktuellem Forschungsstand offen. „Morin nahm zunächst den als Ankläger des Papstes Damasus bekannten jüdischen Konvertiten Isaak an, der später wieder zum Judentum abfiel.“ Zahlreiche Forscher stimmten Morin zu, während dieser seine ursprüngliche Hypothese aufgab und Eugarios von Antiochia († um 393) als Verfasser neu ins Spiel brachte.
Ambrosiaster bietet in seinen Werken „rationale, am Text orientierte Exegese“ unter Verzicht auf Allegorien. Zudem ist er der Philosophie als methodischer Hilfswissenschaft dezidiert abgeneigt. Dafür arbeitet er häufig typologisch. Ambrosiaster wird häufig als Zeuge für Augustinus Erbsündenlehre herangezogen. In seinen Schriften ist jedoch die von Adam überkommene Schuld noch nicht der Grund für die Verwerfung des Menschen. Ambrosiaster nimmt polemisch Stellung gegen das Heidentum. Theologisch grenzt er sich auch scharf gegen das Judentum ab. Seine polemischen Angriffe richten sich vor allem gegen Christen, die ins Judentum zurückzufallen drohen.
Zeitgenössische Autoren wie Hieronymus, Augustinus oder Pelagius setzten sich mit Ambrosiaster auseinander oder benutzten seine Schriften. Seit dem frühen Mittelalter fanden die Schriften des Ambrosiaster weite Verbreitung.